# Mỹ Quý Tây
Mỹ Quý Tây là một xã thuộc huyện Đức Huệ, tỉnh Long An, Việt Nam.
Xã Mỹ Quý Tây có diện tích 51,17 km², dân số năm 1999 là 9.628 người, mật độ dân số đạt 188 người/km².

## Hành chính
Xã Mỹ Quý Tây có 6 ấp: 1, 2, 3, 4, 5, 6